# The Second Album
The Second Album es el segundo álbum de estudio de la banda estadounidense Puzzle. Fue publicado a mediados de enero de 1974 a través del sello discográfico Motown.

## Recepción de la crítica
Un escritor no especificado de la revista Cash Box calificó The Second Album como “uno de los álbumes más interesantes del año”, añadiendo: “Utilizando una variedad de temas, desde el jazzístico «State of Mind» hasta el roquero dinámico «You Took Me Wrong», el septeto demuestra no sólo versatilidad musical, sino también una sensación emocional que es ineludiblemente efusiva y agradable”.

## Rendimiento comercial
La revista Billboard informó en la semana que finalizó el 23 de febrero de 1974 que The Second Album fue una selección de radio FM con emisión en WVVS-FM y WGLF-FM, unas de las principales estaciones progresivas de los Estados Unidos. La semana siguiente fue una selección de radio FM en otras cuatro estaciones líder: KFMY-FM, WOWI-FM, WCMF-FM y WRKR-FM.

## Lista de canciones
Todas las canciones escritas y compuestas por John LiVigni, excepto donde esta anotado. 
| Lado uno |                                  |                          |          |  |
| N.º      | Título                           | Escritor(es)             | Duración |  |
| 1.       | «You Took Me Wrong»              |                          | 4:10     |  |
| 2.       | «Mary, Mary»                     |                          | 3:21     |  |
| 3.       | «State of Mind»                  | LiVigni Joseph Spinazola | 4:12     |  |
| 4.       | «Everybody Wants to Be Somebody» |                          | 3:21     |  |
| 5.       | «Haiku»                          | Bob Williams             | 5:28     |  |

| Lado dos |                                                                    |                      |          |  |
| N.º      | Título                                                             | Escritor(es)         | Duración |  |
| 1.       | «My Love»                                                          | LiVigni Spinazola    | 3:51     |  |
| 2.       | «Now That You Love Me»                                             | LiVigni Larry Klimas | 4:13     |  |
| 3.       | «Concept of Her» I. «Prelude» II. «A Moment's Rest» III. «Visions» | Spinazola            | 8:52     |  |
| 4.       | «N.Y.C.»                                                           |                      | 3:40     |  |

## Créditos y personal
Créditos adaptados desde las notas de álbum de The Second Album.
Músicos
- John LiVigni – voces, batería, percusión
- Anthony Siciliano – bajo eléctrico
- Joseph Spinazola – piano, órgano
- Bobby Villalobos – guitarra líder
- Ralf Richert – guitarra rítmica, trompeta
- Bob Williams – trompeta, carillón de viento
- Larry Klimas – saxofón, flauta

Personal técnico
- Bob Cullen – productor
- Puzzle – arreglos
- Bobby Scott – arreglos de cuerdas
- Hank Cicalo – ingeniero de audio
- Linda Tyler – ingeniera de grabación
- Bernie Grundman – masterización
- Norman Seeff – fotografía
- Peter Palombi – ilustración